# Zamoszczje (rejon diemidowski)
Zamoszczje, Zamoszje (ros. Замощье, Замошье) – wieś (ros. деревня, trb. dieriewnia) w zachodniej Rosji, w osiedlu wiejskim Titowszczinskoje rejonu diemidowskiego w obwodzie smoleńskim.

## Geografia
Miejscowość położona jest nad kanałem Pieriedielnia w dorzeczu rzeki Pieriedielnia, 2 km od drogi regionalnej 66K-11 (R120 / Olsza – Diemidow – Wieliż – granica z obwodem pskowskim), 12,5 km od centrum administracyjnego osiedla wiejskiego (Titowszczina), 11,5 km od centrum administracyjnego rejonu (Diemidow), 74,5 km od stolicy obwodu (Smoleńsk), 30 km od granicy z Białorusią.

## Demografia
W 2010 r. miejscowości nikt nie zamieszkiwał.

## Historia
W czasie II wojny światowej od lipca 1941 roku wieś była okupowana przez hitlerowców. Wyzwolenie nastąpiło we wrześniu 1943 roku.
Na mocy uchwały z dnia 28 maja 2015 roku wszystkie miejscowości (w tym Zamoszczje) zlikwidowanej jednostki administracyjnej Zakrutskoje weszły w skład osiedla wiejskiego Titowszczinskoje.